# Flotation
Flotation är en kemisk process för att separera hydrofoba material från hydrofila, som används bland annat till att rena dricksvatten och anrikning av malm.

## Vattenrening
Flotation används i vattenverk som framställer dricksvatten eller rent processvatten för industrier. Processen är effektivare än sedimentering när partiklarna/flockarna är lätta. Processteget vid flotation består av en flockningskammare där lämpliga flockningskemikalier tillsätts och en flotationsbassäng med mekaniska ytskrapor.
Genom att returpumpa en luftmättad vattenström med förhöjt tryck till botten av flotationsbassängen skapar man mikroskopiska luftblåsor som stiger mot ytan i bassängen. När luftblåsorna stiger mot ytan fastnar de oönskade partiklarna/flockarna på dem och följer med upp till ytan där det bildas ett sammanhängande ytskikt av slam som avskiljs mekaniskt med ytskrapor.
Flotation används också vid intern rening av processvatten och för avloppsvattenrening.

## Anrikning

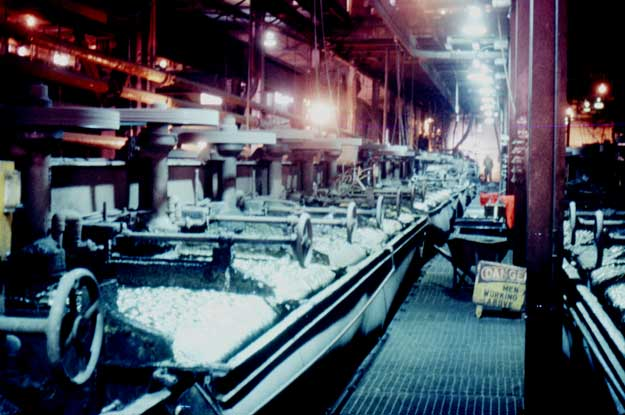
Flotationstankar i ett anrikningsverk för malm med innehåll av koppar och nickel i Falconbridge, Ontario, Kanada

Det första steget är att blanda den finfördelade malmen, kallad slig med vatten till en slurry. Mineralen som man önskar separera görs hydrofob genom att man tillsätter en surfaktant som väter den aktuella mineralen men samtidigt är vattenavstötande. Genom att blåsa in luftbubblor i slurryn så dras de hydrofoba mineralpartiklarna till bubblorna för att sedan avskiljas på yta där det bildade skummet kan separeras. Genom att behandla slurryn med olika surfaktanater i olika steg så kan man separera olika mineraler ur samma malm.
Exempel på surfaktanter som används:
- Xantater
  - Kaliumxantat
  - Natriumxantat
- Ditiofosfat
  - Tiokarbamid

## Reagenser vid flotation
Vid flotation tillsätter man vanligtvis ett antal reagenser (kemikalier) som alla har olika funktionella roller (aktiverare, tryckare, skumbildare och samlare). Att ha bra reagenser kan vid en flotation vara essentiellt för att erhålla en god selektivitet och ett bra utbyte. Med hjälp av reagenser kan man vid flotation av en Cu-Zn-sulfidmalm få kopparen att flottera i ett delsteg och zinken att flottera i ett annat delsteg med hjälp av olika reagenstillsatser.
- Regulatorer
  - Aktiverare - aktiverar ett minerals attraktionskraft till luftbubblor (gör ett mineral mer hydrofobt)
  - Tryckare - deaktiverar ett minerals attraktionskraft till luftbubblor (gör ett mineral mer hydrofilt)

- Skumbildare - Bidrar till att upprätthålla ett relativt stabilt skumtäcke
- Samlare - adsorberas på mineralytan och kan göra ett mineral antingen hydrofobt eller hydrofilt.